# Планетарная цивилизация
Планетарная цивилизация или глобальная цивилизация — цивилизация типа I по Шкале Кардашёва, энергопотребление которой сравнимо с мощностью, получаемой планетой от центральной звезды. В социологическом аспекте — современный этап цивилизационного развития Земли, характеризующийся возрастающей целостностью мирового сообщества, становлением единой общепланетарной цивилизации. Интернационализация всей общественной деятельности на Земле приводит к глобализации. Интернационализация означает также, что в современную эпоху всё человечество входит в единую систему социально-экономических, политических, культурных и иных связей и отношений.

## Планетарная цивилизация — цивилизация типа I в Шкале Кардашёва
Радиоастрономом Николаем Кардашёвым в работе «Передача информации внеземными цивилизациями», опубликованной в «Астрономическом журнале» в 1964 году, была предложена шкала измерения технологического развития цивилизации, основанная на количестве энергии, которое цивилизация может использовать для своих нужд, в дальнейшем получившая название «Шкала Кардашёва».
Кардашёв предложил делить цивилизации на три теоретических типа. Цивилизации I типа — цивилизации планетарные, потребляющие лишь ту долю излучаемой светилом энергии, которая приходится на планету (около 1017 Вт). Ко II типу относятся звёздные цивилизации, они потребляют всю энергию, излучаемую светилом (около 1027 Вт). К III типу относятся галактические цивилизации, потребляющие энергию миллиардов звёзд (около 1037 Вт).
Карл Саган предложил интерполяцией и экстраполяцией расширить применимость шкалы, превратив её из ранговой в абсолютную. По его расчетам, современное состояние земной цивилизации выражается значением около 0,7.

## Переход к планетарной цивилизации
Физик-теоретик Митио Каку в книге «Физика будущего», опубликованной в 2011 году, утверждает, что при средней скорости роста экономики наша цивилизация достигнет уровня планетарной цивилизации примерно за 100 лет.
Кроме того, уже сегодня видны черты формирующейся планетарной цивилизации.
Это Митио Каку обосновывает появлением интернета как планетарной коммуникационной системы, возникновением планетарных языков в форме английского и китайского (мандарин), возникновением планетарной экономики, планетарного среднего класса, планетарной поп-культуры, планетарных спортивных соревнований (Олимпиада, Чемпионат мира по футболу), увеличение туризма и международные усилия по борьбе с экологическими угрозами и болезнями.
Национальные государства, согласно Митио Каку, пока будут существовать, но власть над экономикой будет постепенно переходить международным организациям и крупным альянсам, таким как Европейский Союз.

Куда ведет нас технологическая революция? Какова конечная цель нашего долгого путешествия в мир науки и техники?
Кульминацией всего этого должно стать формирование планетарной цивилизации — того, что физики называют цивилизацией I типа. Вообще, переход к планетарной цивилизации станет, вероятно, величайшим рубежом в истории человечества и будет означать резкий уход от всех цивилизаций прошлого. Практически все самые громкие события, все заголовки новостных сообщений тем или иным способом отражают «родовые схватки» планетарной цивилизации. Деловая активность, торговля, культура, язык, развлечения, хобби и даже война — все стороны деятельности человека переживают в связи с этим революционные перемены.
— М. Каку. «Физика будущего», Введение
В то же время Митио Каку сетует, что на планете нет коллективного осознания того, что этот исторический переход вообще происходит: «Если провести опрос, окажется, что кое-кто смутно понимает, что идёт процесс глобализации, но за исключением этого нет чёткого представления о том, что цивилизация Земли движется к какой-то определённой цели».

## Опасности перехода к планетарной цивилизации
Митио Каку в своем интервью «англ. Will Mankind Destroy Itself?» для интернет-сайта Big Think утверждает, что переход цивилизации от типа 0 к типу 1 самый опасный период. Мы все никак не избавимся от дикарского прошлого. Все эти ограниченные, фундаменталистские идеи всё ещё существуют и циркулируют среди нас, а при этом мы имеем ядерное оружие. У нас есть ядерное, химическое, биологическое оружие, которое способно полностью уничтожить всю жизнь на Земле. Также Митио Каку отмечает, что опасность самоуничтожения при переходе к планетарной цивилизации может быть одной из причин того, что мы не видим следов деятельности инопланетян в космосе — Парадокса Ферми.

…Когда я открываю газету, каждый её заголовок указывает на родовые схватки цивилизации первого типа. Однако, каждый раз открывая газету, я вижу также обратный тому процесс.
Что есть терроризм? В некотором смысле терроризм — это реакция на создание цивилизации первого типа. Многие террористы не способны сформулировать этого, они и понятия не имеют, о чём я тут разглагольствую. Но они борются отнюдь не с модернизмом. Их реакция направлена на то, что мы движемся в направлении мультикультурного, толерантного, научного общества. Это не для них. Им не нужна наука, им нужна теократия. Им не нужен мультикультурализм, они желают монокультурализм. На уровне инстинктов они не приемлют развитие в направление цивилизации первого типа.
И какая же тенденция одержит верх? Я не знаю, но надеюсь, что мы выживем в качестве цивилизации первого типа.
Оригинальный текст (англ.)
So whenever I open the newspaper every headline I see in the newspaper points to the birth pangs of a type one civilization information.  However, every time I open the newspaper I also see the opposite trend as well.  What is terrorism?  Terrorism in some sense is a reaction against the creation of a type one civilization.  Now most terrorists cannot articulate this.  They don’t even know what the hell I’m talking about, but what they’re reacting to is not modernism.  What they’re reacting to is the fact that we’re headed toward a multicultural tolerant scientific society and that is what they don’t want.  They don’t want science.  They want a theocracy.  They don’t want multiculturalism.  They want monoculturalism.  So instinctively they don’t like the march toward a type one civilization.  Now which tendency will win?  I don’t know, but I hope that we emerge as a type one civilization.  

— М. Каку. «Will Mankind Destroy Itself?», 2010.

## Планетарные цивилизации в научной фантастике
К планетарным цивилизациям можно отнести многие цивилизации, выведенные писателями в фантастических произведениях. Типичной цивилизацией I типа представляется цивилизация Бака Роджерса или Флэша Гордона, где людям подвластны энергетические ресурсы целой планеты. Люди контролируют все планетарные источники энергии, могут по желанию устанавливать или изменять погоду, они овладели энергией ураганов и построили города в океане. Их ракеты бороздят космос, но их источники энергии в основном ограничены родной планетой.

## Звёздная цивилизация
По Шкале Кардашёва следующий этап развития — цивилизация II типа. Энергопотребление звёздной цивилизации сопоставимо со всей энергией, выделяемой звездой (около 1027 Вт).
Митио Каку в книге «Физика будущего» предполагает, что человечеству для достижения статуса звёздной цивилизации потребуется несколько тысяч лет.